# 伊爾瑟河
52°4′8.94″N 10°34′11.03″E / 52.0691500°N 10.5697306°E

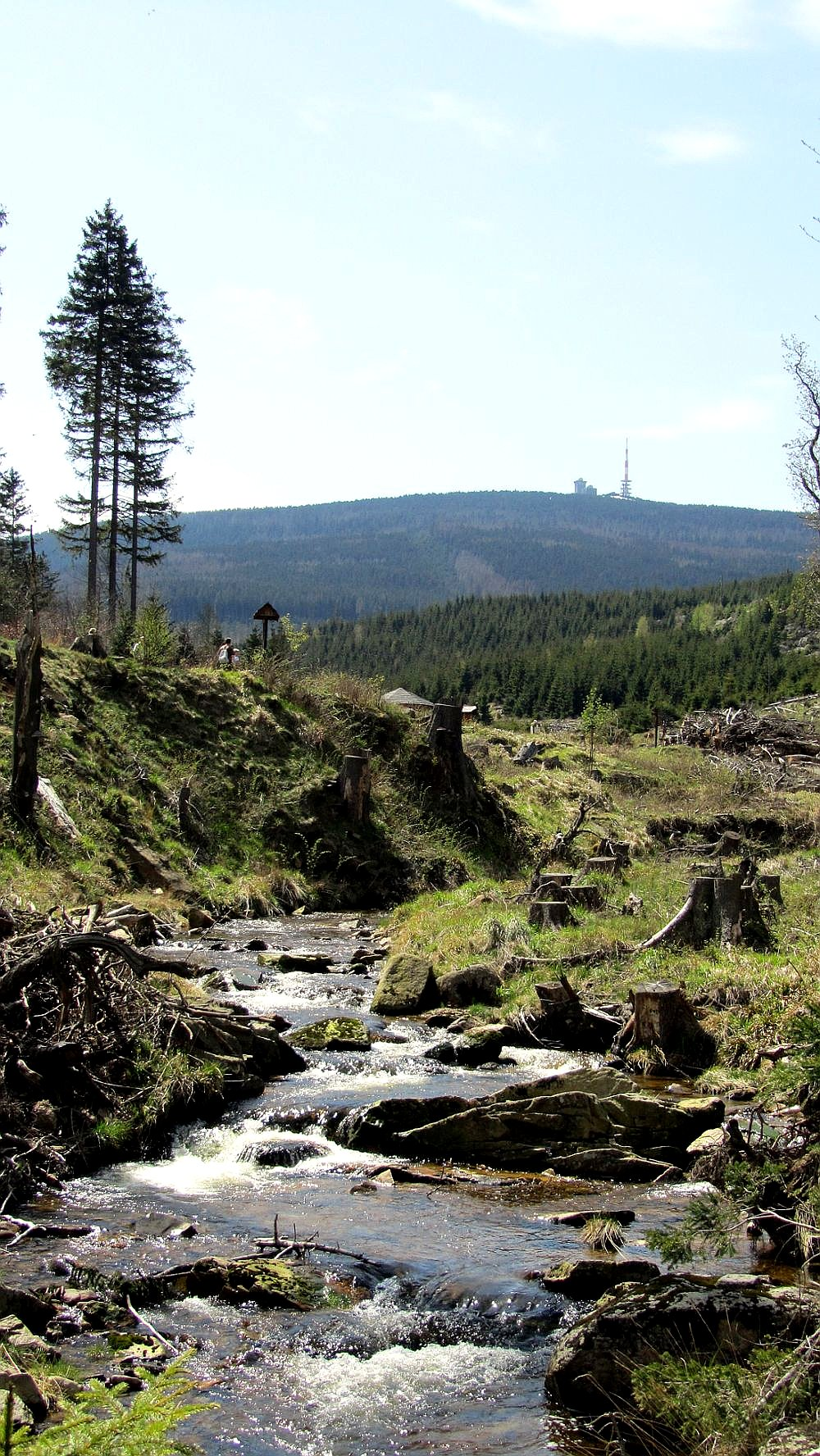
伊爾瑟河

伊爾瑟河（德語：Ilse），是德國的河流，位於該國北部，流經下薩克森州和薩克森-安哈爾特州，屬於奧克河的右支流，河道全長43公里，流域面積290平方公里，發源自布羅肯峰，河口處在伯爾蘇姆附近。